# Craniella monodi
Craniella monodi är en svampdjursart som först beskrevs av Burton 1929.  Craniella monodi ingår i släktet Craniella och familjen Tetillidae.
Artens utbredningsområde är Kamerun. Inga underarter finns listade i Catalogue of Life.